# Gamma hameçon palatal
ɣ̡, appelé gamma crochet palatal, est une lettre latine utilisée auparavant dans l'alphabet phonétique international, rendu obsolète en 1989, lors de la convention de Kiel. Elle est composée d’un gamma diacritée avec un crochet palatal.

## Utilisation

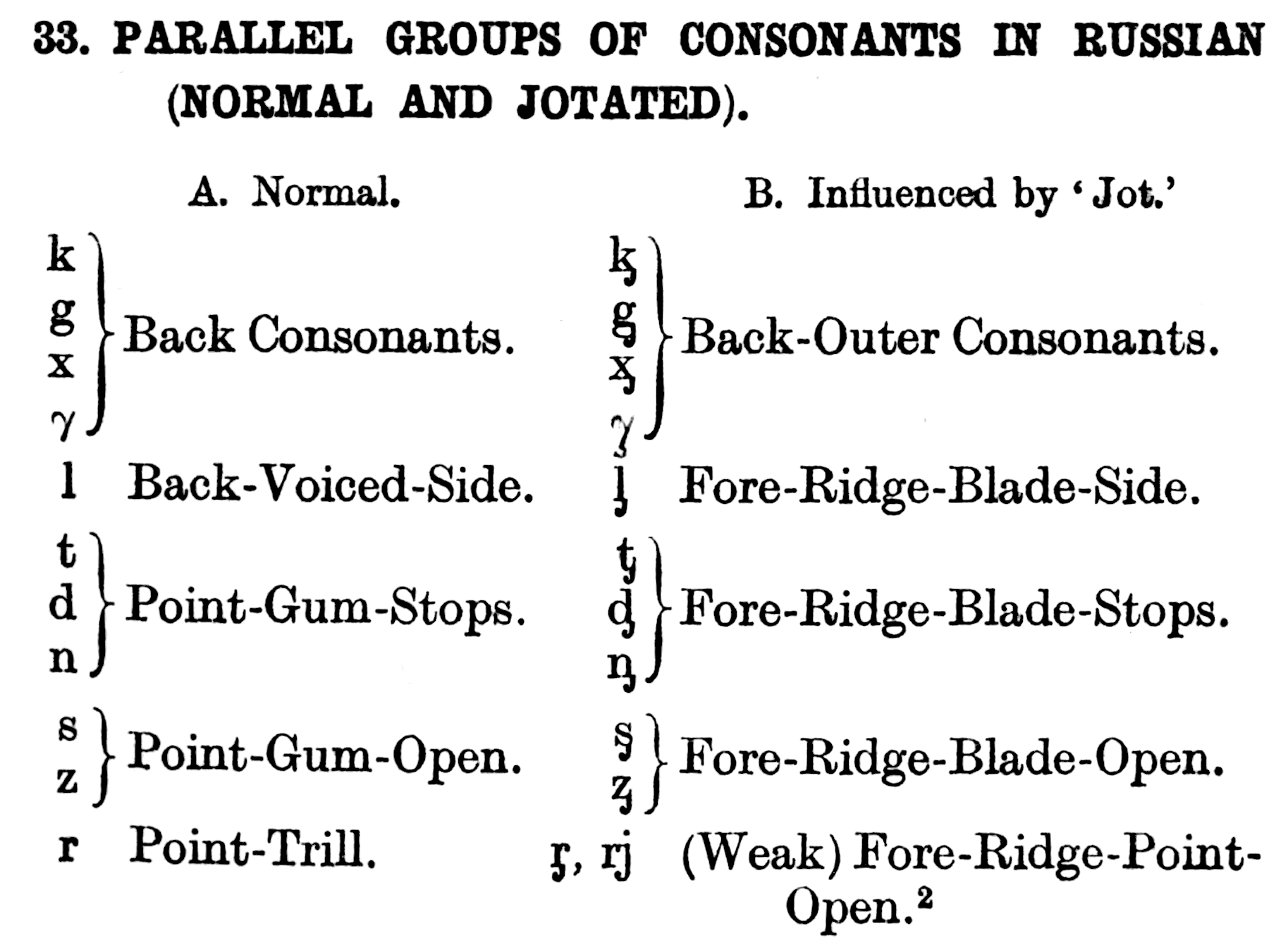
Tableau de consonnes normales et palatalizées dans Trofimov et Scott 1919.

La lettre ɣ̡ était utilisée pour représenter une consonne fricative vélaire voisée palatalisée notamment par Michael V. Trofimov et James P. Scott dans une description phonétique du russe publiée en 1918. Il est implicitement adopté comme symbole dans l’alphabet phonétique international en 1931 lorsque le symbole gamma ‹ ɣ › est adopté, remplaçant le G barré hameçon palatal ‹ ǥ̡ › adopté en 1928 en même temps que d’autres symboles avec le crochet palatal.
Oddvar Nes utilise le symbole   dans une description de l’alphabet phonétique de Storm.
En 1989, après la conférence de Kiel, le crochet palatal est remplacé par la lettre j en exposant et le symbole  est remplacé par ‹ ɣʲ ›.
Il est notamment utilisé dans quelques ouvrages sur le lituanien.

## Représentations informatiques
Le gamma crochet palatal n’a pas été codé avec son propre caractère, comme le son d’autre symboles avec crochet palatal, mais peut être représenté approximativement avec les caractères Unicode suivants : 
- décomposé et normalisé NFD (Alphabet phonétique international, diacritiques) :

| formes    | représentations | chaînes de caractères | points de code | descriptions                                              |
| --------- | --------------- | --------------------- | -------------- | --------------------------------------------------------- |
| minuscule | ɣ̡               | ɣ◌̡                    | U+0263 U+0321  | lettre minuscule latine gamma diacritique crochet palatal |